# Saubach
Saubach ist ein Ortsteil der Gemeinde Finneland im Burgenlandkreis in Sachsen-Anhalt.

## Lage
Saubach liegt zwischen Weimar und Halle (Saale) auf 209 Meter ü. NN, zwischen Kahlwinkel und Bad Bibra in einem ländlich geprägten Umfeld.

## Geschichte
Die Gründung und der Ursprung des Ortes sind nicht bekannt. Das im „Ingelheimer Protokoll“ des Reichsklosters Fulda am 18. Mai 876 urkundlich genannte Suaba soll der Ort Saubach sein, was aber aufgrund fehlender anderer urkundlichen Belege aus dieser und der nachfolgenden Zeit bezweifelt werden muss.
In einer Urkunde von König Otto III wird am 4. Oktober 991 das dem Kloster Memleben zehntpflichtige Sobechi im Friesenfeld genannt. Es ist aber nicht Saubach, sondern eher Seebach (im heutigen Unstrut-Hainich-Kreis) anzunehmen, da Saubach nicht im Friesenfeld liegt.
Die spätere urkundliche Nennung als Subach in den Jahren 1231 und 1233, in Verbindung mit Theodericus de Subach, ist umstritten da auch Schreib- oder Lesefehler vorliegen können. Als sicherste Zuordnung wird statt Subach – Sebach gelesen, da in der betreffenden Zeit ein Dietrich von Seebach (Dither von Subach, Theodericus de Sebeche) des Öfteren in Urkunden der Thüringer Landgrafen zu finden ist. Die Adelsfamilie von Seebach saß auf der Burg Seebach bei dem gleichnamigen Ort Seebach im heutigen Unstrut-Hainich-Kreis.

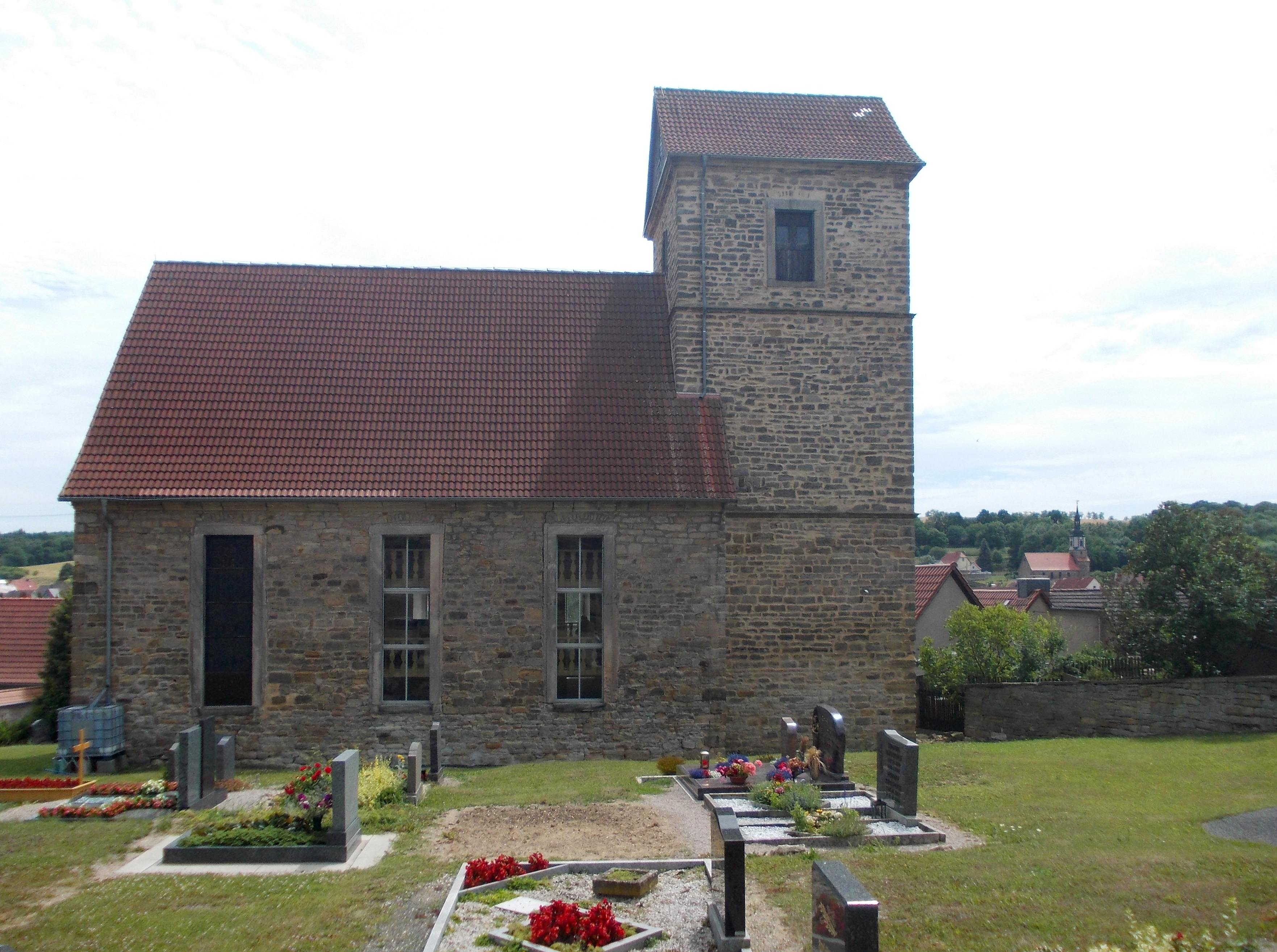
Die Kirchen St. Nicolai und (im Hintergrund) St. Jacobi

Die ersten eindeutigen Nachrichten zum Ort stammen aus Lehns-Urkunden der Familien von Witzleben und Koller aus den Jahren 1449 (Subach), 1486 (Zaubach) und 1501 (Sawbach), als Zubehör des Schlosses Steinburg sowie des Wendelsteins. Besitzer des Gebietes, in dem Saubach lag, waren die Grafen von Rabenswalde, die Grafen von Orlamünde und die Herren von Querfurt sowie die Kurfürsten von Sachsen. Weitere Lehnsnehmer waren die von Selmnitz und die von Münchhausen.
Der Ort liegt zu beiden Seiten des Saubachs. Der nördliche Ortsteil – der „Amtsanteil“ (auch – nach der Kirche – „Nicolaigemeinde“ genannt) – gehörte zum Amt Wendelstein des Fürstentums Sachsen-Querfurt, der südliche Ortsteil – der „Gerichtsanteil“ (auch – nach der Kirche – „Jacobigemeinde“ oder „Hauptgemeinde“ genannt) – zum schriftsässigen Rittergut Steinburg im kursächsischen Amt Eckartsberga. Das Vorwerk im Ort gehörte mit zum Rittergut Steinburg.
Erst am 1. Oktober 1936 wurden die Gemeinden Saubach Amtsanteil und Saubach Gerichtsanteil zusammengeschlossen. Am 1. Juli 2009 wurde Saubach in die neue Gemeinde Finneland eingegliedert. Die letzte Bürgermeisterin war Monika Ludwig.

## Verkehr

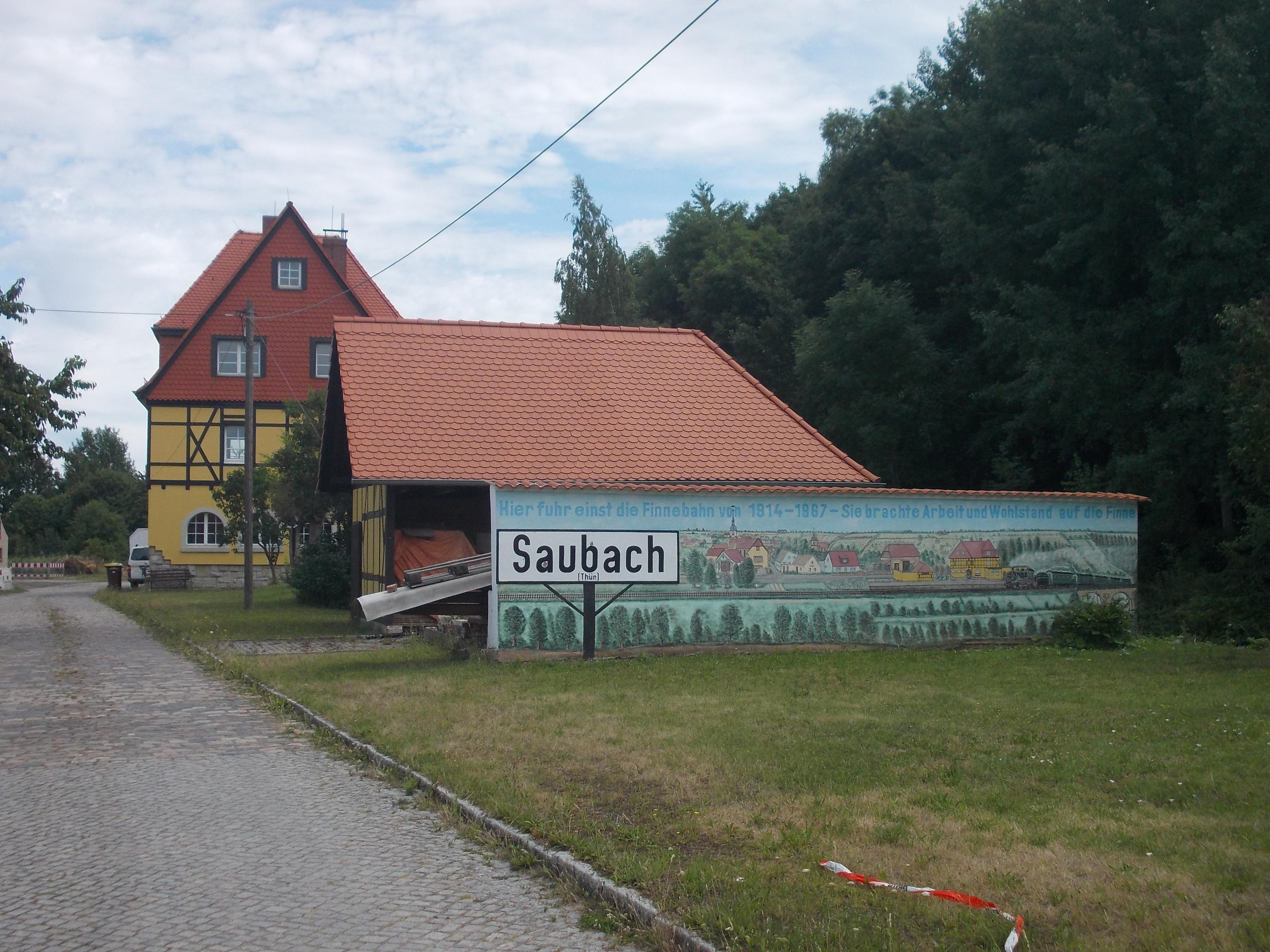
Am alten Bahnhof

Direkt durch den Ort verläuft die Bundesstraße 176, die von Sömmerda nach Bad Bibra führt.
Saubach liegt an der stillgelegten Finnebahn Laucha–Kölleda. Erhalten sind die Gleisanlagen und der Bahnhof. Zwischen Saubach und Bad Bibra befindet sich die Saubachtalbrücke der Eisenbahn-Neubaustrecke Erfurt–Leipzig/Halle über den Saubach.

## Vereine
- TV 1922 Saubach e. V.  mit den Abteilungen Fußball, Tischtennis, Volleyball und Gymnastik
- Freiwillige Feuerwehr Saubach e. V.
- Saubacher Carnevalsverein e. V.
- Pfingstburschen Saubach 1967 e. V.

## Denkmäler
- Kriegerdenkmal im ehemaligen Amtsanteil
- Kriegerdenkmal im ehemaligen Gerichtsanteil

## Persönlichkeiten
- Edgar Röder (* 1936), Diplomat, Botschafter der DDR in Algerien (1979–1983) und Tunesien (1990)